# Payton Otterdahl
Payton Otterdahl, född  2 april 1996, är en amerikansk friidrottare som tävlar i kulstötning.

## Karriär
Vid OS 2020 placerade sig Otterdahl på en tiondeplats. Vid VM 2023 tog han sig till finalen i kulstötning och där slutade han på en femte plats.